# قرض (الصومعة)

تعديل مصدري - تعديل

قرض هي إحدى قرى عزلة المحمدين بمديرية الصومعة التابعة لمحافظة البيضاء، بلغ تعداد سكانها 88 نسمة حسب تعداد اليمن لعام 2004.